# Turbinoliidae
Turbinoliidae  is een familie van neteldieren uit de klasse van de Anthozoa (bloemdieren). 

## Geslachten
- Alatotrochus Cairns, 1994
- Australocyathus Cairns & Parker, 1992
- Conocyathus d'Orbigny, 1849
- Cryptotrochus Cairns, 1988
- Cyathotrochus Bourne, 1905
- Deltocyathoides Yabe & Eguchi, 1932
- Discotrochus
- Dunocyathus Tenison-Woods, 1878
- Endocyathopora Cairns, 1989
- Foveolocyathus Cairns, 1997
- Holcotrochus Dennant, 1902
- Idiotrochus Wells, 1935
- Kionotrochus Dennant, 1906
- Lissotrochus Cairns, 2004
- Notocyathus Tenison-Woods, 1880
- Peponocyathus Gravier, 1915
- Platytrochus Milne Edwards & Haime, 1848
- Pleotrochus Cairns, 1997
- Pseudocyathoceras Cairns, 1991
- Sphenotrochus Milne Edwards & Haime, 1848
- Thrypticotrochus Cairns, 1989
- Trematotrochus Tenison-Woods, 1879
- Tropidocyathus Milne Edwards & Haime, 1848
- Turbinolia Lamarck, 1816